# GSC8655-4102
GSC8655-4102 — хімічно пекулярна зоря спектрального класу A3, що має видиму зоряну величину в смузі V приблизно  8,8.

## Пекулярний хімічний склад
Зоряна атмосфера GSC8655-4102 має підвищений вміст 
Cr
.